# Collision aérienne de 1997 en Namibie
Le 13 septembre 1997, un Lockheed C-141 Starlifter de l'U.S. Air Force et un Tupolev Tu-154 de la Luftwaffe ont été impliqué dans une collision aérienne, alors qu'ils volaient à 35 000 pieds (11 000 m) au large des côtes de la Namibie. Les 33 passagers et membres d'équipage à bord des deux appareils ont péri. Au moment de la collision, le Tupolev volait vers le sud, depuis Niamey, au Niger, à destination du Cap, en Afrique du Sud, tandis que le C-141 se dirigeait vers le nord-ouest, depuis Windhoek, en Namibie, vers l'île Ascension, dans l’océan Atlantique.
Aucun des deux appareils n'était équipé du Traffic Collision Avoidance System (TCAS) et, bien que les deux équipages aient déposé un plan de vol, l'avion allemand n'était pas en contact avec le contrôle aérien namibien et les contrôleurs n'étaient pas au courant de sa présence dans l'espace aérien namibien. De plus, le Tupolev volait à une altitude incorrecte, conformément à son plan de vol et à la règle semi-circulaire.
L'enquête ultérieure, menée par l'U.S. Air Force, a conclu que l'équipage allemand était en grande partie responsable de l'accident, citant notamment une erreur de pilotage et un contrôle inadéquat du trafic aérien qui ont contribué au manque de séparation fatal au deux avions.
Un an avant l'accident, la Fédération internationale des associations de pilotes de ligne (IFALPA) avait déclaré que, du point de vue de la sécurité, 75 % de l'espace aérien africain était « gravement déficient ».

## Avion et équipage
Le Lockheed C-141B Starlifter était un avion de transport stratégique quadrimoteur en service dans l'U.S. Air Force. L'exemplaire impliqué dans l'accident, portant l'immatriculation 65-9405, était affecté à la 305e Escadre de mobilité aérienne (en), basée à la base aérienne McGuire (en), dans le New Jersey. À l'époque, il effectuait un vol humanitaire à destination de la Namibie, pour y débarquer une équipe de déminage travaillant pour l'Organisation des Nations unies.
L'avion, portant l'indicatif d'appel REACH 4201, était sous le commandement du capitaine Peter Vallejo (34 ans), accompagné du capitaine Jason Ramsey (27 ans) et du capitaine Gregory M. Cindrich (31 ans), en tant que pilotes. Six autres membres du personnel étaient également à bord, dont un chef d'équipage, deux ingénieurs de vol et deux responsables du chargement.

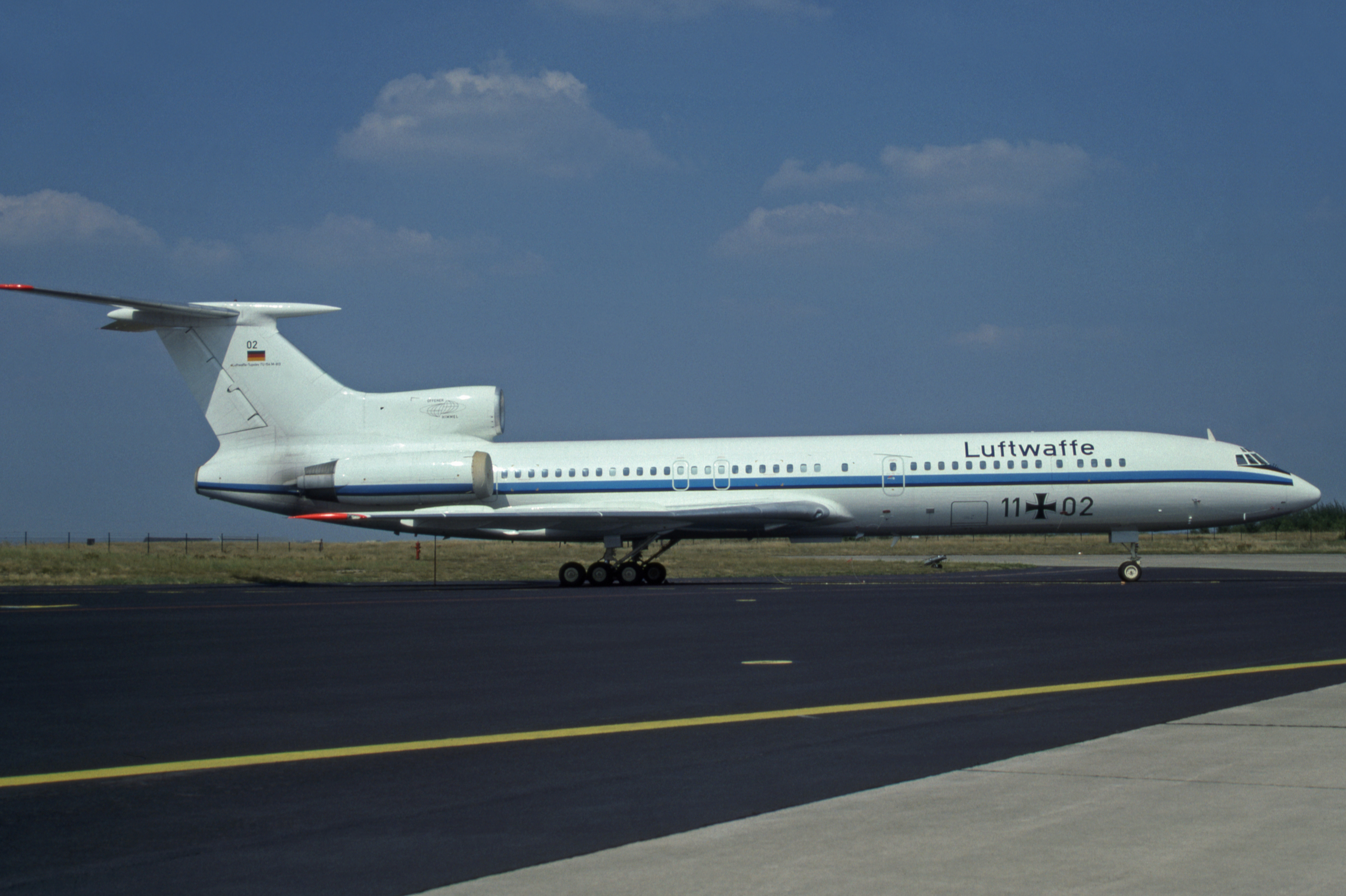
11+02, le Tupolev Tu-154 de la Luftwaffe impliqué dans l'accident.

Le Tupolev Tu-154M impliqué, portant l'immatriculation 11+02, était l'un des deux seuls exemplaires présents dans l'inventaire de la Luftwaffe, tous deux hérités de l'armée de l'air est-allemande. Affecté au 1 Staffel/Flugbereitschaft, il avait déjà été utilisé à des fins de vérification dans le cadre du traité Ciel ouvert. En tant que tel, il était équipé de caméras et de différents capteurs dans le fuselage. L'avion avait un équipage de 10 personnes et transportait 14 passagers, dont 12 membres de la marine allemande et deux de leurs conjoints depuis Cologne, en Allemagne, jusqu'au Cap, en Afrique du Sud, pour une régate célébrant le 75e anniversaire de la marine sud-africaine. Les pilotes, tous deux considérés comme expérimentés, étaient Ralph Reinhold et Klaus Ehrlichmann. Volant sous l'indicatif d'appel GAF 074, l'avion avait fait escale à Niamey, au Niger, et devait atterrir à Windhoek, en Namibie, pour une autre escale de ravitaillement en carburant avant de continuer vers Le Cap. 

## Déroulement des faits
Le Tu-154 de la Luftwaffe a quitté Cologne, en Allemagne, et a atterri à Niamey, au Niger, pour faire le plein. Une fois au Niger, l'équipage a déposé un plan de vol demandant une altitude de croisière de 35 000 pieds (10 668 m), avec une montée à 39 000 pieds (11 887 m). À 10h35 UTC, le GAF 074 a quitté Niamey et a commencé à voler sur une trajectoire sud. Alors qu'il traversait l'espace aérien gabonais, le GAF 074 a reçu l'ordre d'effectuer un léger déroutement. L'avion a changé d'altitude en passant par l'ouest et a viré en direction de l'est, conformément aux exigences de la circulation aérienne.
À 14h11 UTC, le C-141B de l'U.S. Air Force a décollé de Windhoek, en Namibie, à destination de l'île Ascension, un territoire britannique situé dans l’océan Atlantique Sud. Selon le plan de vol déposé par REACH 4201, il volait sur une trajectoire nord-ouest à une altitude de croisière de 35 000 pieds. Les conditions météorologiques de vol à vue (VMC) prévalaient au moment du départ de l'avion.
En 1996, la Fédération internationale des associations de pilotes de ligne (IFALPA) a qualifié 75 % de l'espace aérien africain comme étant « gravement déficient », en raison de problèmes de sécurité et d'une gestion médiocre du contrôle du trafic aérien. La situation était si grave que la même année, les pilotes de ligne sud-africains ont signalé plus de 70 quasi-collisions lors de vols sur le continent africain.
Le C-141B était sous le contrôle du contrôle aérien namibien au moment du décollage de Windhoek. Les contrôleurs namibiens n'avaient reçu ni le plan de vol, ni le signal de départ du Tu-154M et ne savaient pas que l'avion allemand était entré dans leur région d'information de vol (FIR). Le dernier organisme à avoir eu des contacts avec l'avion allemand était le contrôle aérien d'Accra. Les autorités de contrôle aérien de Luanda, en Angola, n'avaient pas contacté les contrôleurs namibiens pour les informer de la présence de l'avion, comme l'exige la réglementation de l'Organisation de l'aviation civile internationale (OACI). Le Tu-154M a changé d'altitude pendant son vol, à l'insu des contrôleurs. Contribuant aux problèmes de communication, le réseau fixe de télécommunications aéronautiques (en) (AFTN), un système qui facilite l'échange de messages entre contrôleurs aériens, ne fonctionnait pas à ce moment-là. Le centre de contrôle aérien de Windhoek a reçu la dernière communication de l'équipage du C-141B par radio haute fréquence, qui a déclaré qu'ils étaient à 35 000 pieds. 
À 15h10 UTC, à 65 milles nautiques (120 km) au large des côtes namibiennes, les deux avions entrent en collision. Le Tu-154M percute le C-141B dans la partie inférieure du fuselage, provoquant une explosion qui est observée comme un éclair lumineux par un satellite de surveillance américain survolant la zone. Les données de l'enregistreur phonique (CVR) montrent qu'au moins un des membres de l'équipage du Tu-154M a remarqué le C-141B et a tenté une manœuvre d'évitement, sans succès. Une transcription du CVR montre que l'équipage du C-141B n'a pas été tué sur le coup, après l'impact initial. De plus, un avion de l'armée de l'air française à proximité a signalé avoir reçu un appel de détresse (« mayday ») provenant de l'appareil américains. Les deux avions s'écrasent finalement en mer, ne laissant aucun survivant parmi les 33 passagers et membres d'équipage à bord des deux appareils.

## Recherche et récupération
Le contrôle aérien de l'île Ascension ont tenté à de multiples reprises de contacter les autorités de l'aviation namibienne, lorsque le C-141B n'est pas arrivé comme prévu. À 10h55 UTC le lendemain, il a contacté l'Air Mobility Command (AMC) et les a informés du retard de l'avion. À 11h00 UTC, l'avion a été officiellement déclaré disparu. Une opération de recherche internationale menée par les États-Unis, la France, la Grande-Bretagne, l'Allemagne et plusieurs pays africains a suivi, parcourant la mer au large de la Namibie à la recherche de signes de l'épave. Un avion français survolant le site apparent du crash a capté un faible signal provenant de l'une des balises de détresse de l'avion. 
La Force aérienne sud-africaine a déclaré avoir reçu un signal provenant d'une balise de détresse pour gilet de sauvetage, ce qui a fait naître l'espoir de retrouver des survivants. On a estimé qu'une collision en vol était le scénario le plus probable, puisque les deux avions avaient disparu en même temps pratiquement au même endroit. Les premiers morceaux de l'épave ont été retrouvés par un navire de recherche le 16 septembre. Six jours plus tard, les autorités ont annoncé avoir retrouvé le corps de Saskia Neumeyer, une hôtesse de l'air allemande de 43 ans, le premier à être récupéré sur le site du crash.
En décembre 1997, très peu de débris des deux appareils avaient été découverts. Le corps de Saskia Neumeyer a été le seul des 33 passagers et membres d'équipage disparus à être récupéré et très peu de débris avaient été retrouvés. Un bateaux de pêche a découvert plusieurs morceaux de vêtements le 13 décembre, à une profondeur de 655 m. Les restes du capitaine Vallejo et du capitaine Ramsey ont été retrouvés par des plongeurs plus tard en décembre 1997, avec des restes non identifiables d'autres membres d'équipage. Ils ont été enterrés le 2 avril 1998, au cimetière national d'Arlington.

## Enquête

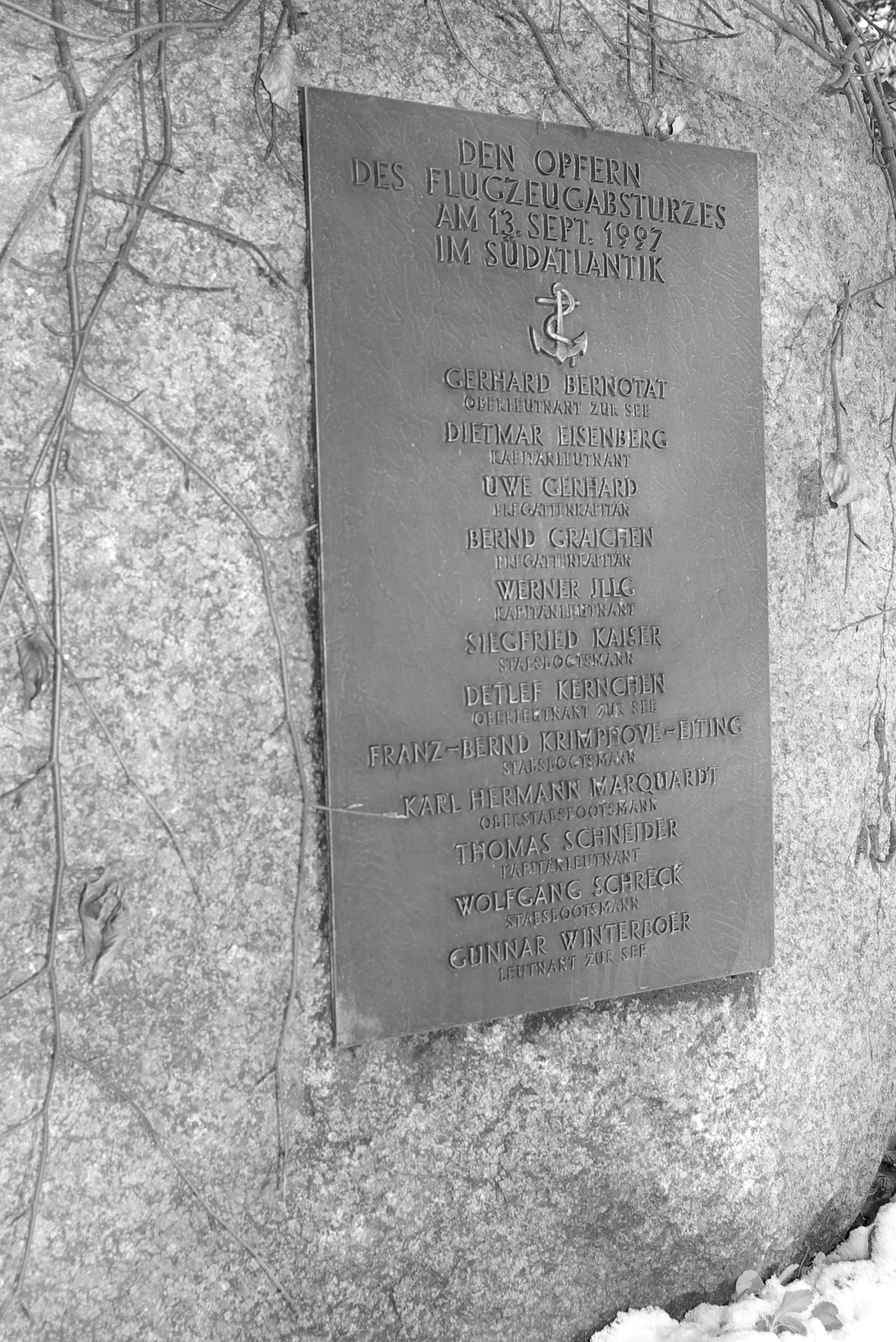
Plaque commémorative aux passagers du Tu-154M de la Luftwaffe.

L'U.S. Air Force a nommé le colonel William HC Schell Jr. pour mener l'enquête sur cette collision. Un rapport final contenant les conclusions de la commission a été publié en mars 1998. L'enquête a principalement mis en cause l'équipage allemand, qui volait à une altitude de 35 000 pieds, ce qui est en violation de la règle semi-circulaire, qui stipule qu'un avion se dirigeant vers le sud-est doit voler à une altitude de 29 000, 33 000, 37 000 ou 41 000 pieds (8 800, 10 100, 11 300 ou 12 500 m). La Luftwaffe a également reconnu que son avion était en faute dans son propre rapport d'enquête.
Le rapport cite également des problèmes systémiques dans le système de contrôle du trafic aérien africain comme facteurs contributifs à l'accident, imputant la responsabilité à un équipement de communication défectueux, qui a empêché la transmission du plan de vol de l'avion allemand par les canaux appropriés, et à la négligence des contrôleurs à Luanda, qui n'ont pas transmis la position de l'avion au contrôle aérien namibien. Un autre facteur contributif important a été le fonctionnement compliqué et sporadique du réseau fixe de télécommunications aéronautiques (en) (AFTN).

## Conséquences
Le rapport indiquait également que si l'un des deux avions avait été équipé d'un TCAS, il est très probable que l'accident aurait pu être évité, en précisant que la présence d'un TCAS pleinement opérationnel sur l'un ou l'autre des avions aurait pu empêcher l'accident. Peu de temps avant la publication du rapport, le secrétaire à la Défense William Cohen a annoncé que l'armée commencerait l'installation du TCAS sur l'ensemble de ses avions.
L'absence de TCAS sur les avions allemands a exercé une pression considérable sur le ministère fédéral de la Défense allemand pour qu'il installe ce systèmes anti-collision sur ses avions. Bien que figurant sur le mémorandum d'objectifs du projet du C-141B pendant cinq ans, l'installation du TCAS a commencé sur un petit nombre d'avions peu après le crash.